# Sinistra Ecologia Libertà
Sinistra Ecologia Libertà (SEL) è stato un partito politico italiano di sinistra (2009-2016), legato agli ideali del socialismo democratico e alle tematiche dell'ambientalismo.
Il partito era l'erede del cartello elettorale Sinistra e Libertà (SL) nato il 16 marzo 2009 in vista delle elezioni europee e che comprendeva anche la Federazione dei Verdi e il Partito Socialista Italiano.
La nascita di SEL parte dal presupposto che in Italia esistesse un «vuoto drammatico di sinistra». Quest'ultima però non avrebbe potuto più essere quella «delle nostre biografie intellettuali, di tutte le nostre scissioni, del cumulo di torti e di ragioni che ciascuno di noi si porta addosso» e che pertanto occorra «un percorso nuovo», ovvero «un soggetto politico, ecologista e libertario, (...) per costruire un'alternativa al moderno capitalismo» che approdi alla creazione di una «sinistra di un secolo nuovo». I «principi fondamentali» di SEL sono «pace e non violenza, lavoro e giustizia sociale, sapere e riconversione ecologica dell'economia e della società».
Il presidente nazionale del partito era Nichi Vendola.
Il partito in passato si è detto interessato ad entrare nel Partito Socialista Europeo, tuttavia a seguito del congresso di Riccione scelse di sostenere per le elezioni europee del 2014, Alexīs Tsipras, candidato della Sinistra Europea.
Il 17 dicembre 2016 viene decretato lo scioglimento di Sinistra Ecologia Libertà dall'Assemblea Nazionale del partito, che aderisce alla fase costituente e al primo congresso di Sinistra Italiana.

## Storia

### Origini

#### Movimento per la Sinistra

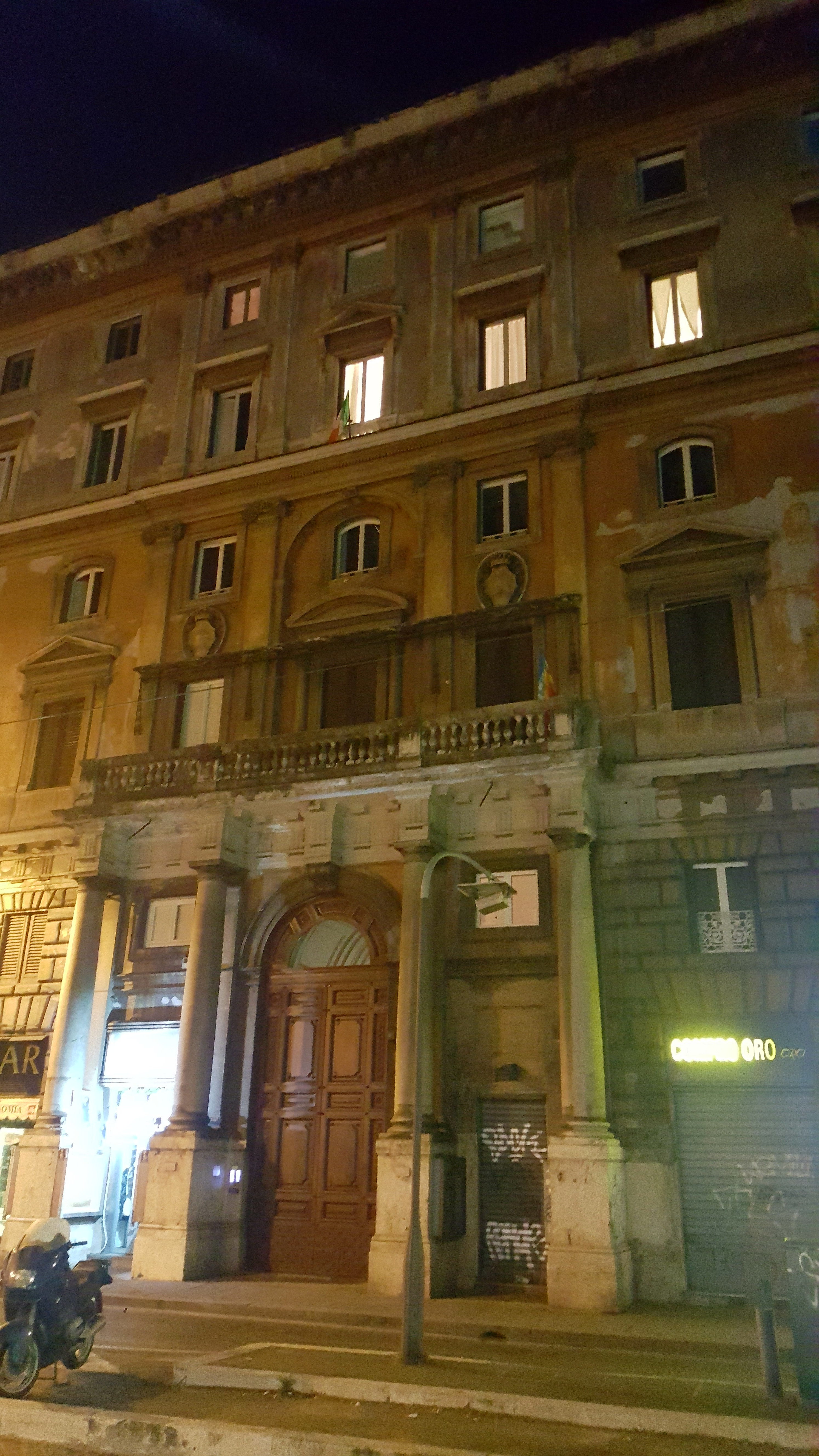
Sede centrale di SEL a Roma

Il Movimento per la Sinistra si era costituito a seguito dei numerosi malumori nati all'interno del Partito della Rifondazione Comunista a causa delle differenti linee politiche, dopo che la corrente di minoranza Rifondazione per la Sinistra capeggiata da Nichi Vendola indisse un seminario nazionale che si tenne a Chianciano il 24 e 25 gennaio 2009.
Durante il seminario la maggior parte dei presenti decise di fuoriuscire dal PRC per fondare il Movimento per la Sinistra ed elesse un coordinamento provvisorio nazionale composto da Celeste Costantino, Elettra Deiana, Titti De Simone, Daniele Farina, Nicola Fratoianni, Alfonso Gianni, Beatrice Giavazzi, Gennaro Migliore, Elisabetta Piccolotti, Alì Rashid.
Tuttavia parte della corrente rifiutò la scissione per continuare la propria battaglia di minoranza all'interno del Partito della Rifondazione Comunista. Dal Comitato Politico Nazionale di 281 membri eletto al VII Congresso del PRC, su 134 di RpS aderiscono al Movimento per la Sinistra in 90 (come Elettra Deiana, Peppe De Cristofaro, Michele De Palma, Francesco Forgione, Nicola Fratoianni, Rina Gagliardi, Alfonso Gianni, Beatrice Giavazzi, Franco Giordano, Gennaro Migliore, Roberto Musacchio, Elisabetta Piccolotti, Paolo Pietrangeli, Patrizia Sentinelli, Nichi Vendola), rappresentanti il 16% circa del PRC.
La scelta di Vendola porterà a un rimescolamento interno alle forze della sinistra italiana. L'8 febbraio 2009, infatti, anche l'associazione Unire la Sinistra, già minoranza del Partito dei Comunisti Italiani formata da Katia Bellillo, si separa dal partito per aderire all'Associazione per la Sinistra e al processo costituente del nuovo soggetto unitario insieme a MpS e Sinistra Democratica.
Anche i Verdi sembrano andare in questa direzione: per lo meno per quanto riguarda le elezioni europee ed amministrative del 2009 auspicano la formazione di una lista unitaria.
D'altro lato si arriva a un riavvicinamento di Rifondazione Comunista e PdCI che, assieme a Socialismo 2000 di Cesare Salvi e ai Consumatori Uniti di De Vita, danno vita alla Lista Anticapitalista.
Il 21 febbraio dalle colonne de il manifesto viene lanciato un appello per «dar vita a una lista unica della sinistra, Per la democrazia, dalla quale restino esclusi i dirigenti dei partiti, che pure sono invitati a promuoverla». Fra i primi firmatari spiccano Rossana Rossanda e Pietro Ingrao. Quasi contemporaneamente un altro appello chiede a tutta la sinistra «una lista unica per le elezioni europee allo scopo di superare la soglia di sbarramento» del 4%. Ad entrambi gli appelli Vendola risponderà il 25 «come persona e come esponente del Movimento per la sinistra», mettendosi «a piena disposizione dei promotori dei due appelli». Anche se poi la candidatura di Vendola alle Europee, assieme a quella dei principali leader di Sinistra e Libertà sembra tradire gli intenti dell'invito della Rossanda e di Ingrao che, intanto, annuncia di voler rinnovare la sua iscrizione a Rifondazione Comunista.
Per le elezioni europee del 2009 il MpS si presenta insieme a Sinistra Democratica, ai Verdi, al Partito Socialista e a Unire la Sinistra (fuoriusciti dal PdCI) nel cartello "Sinistra e Libertà".

#### Sinistra e Libertà

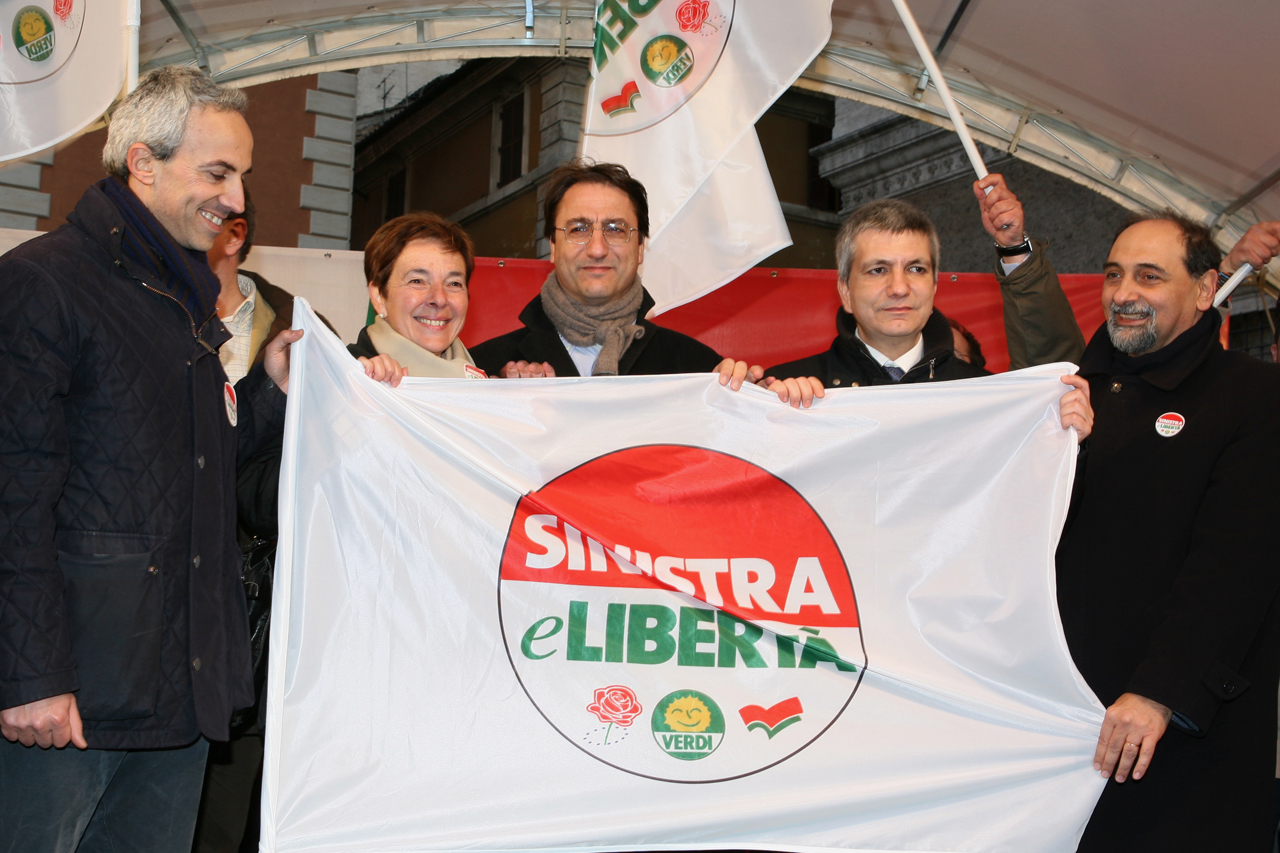
Marco Di Lello, Grazia Francescato, Claudio Fava, Nichi Vendola e Umberto Guidoni presentano il simbolo in Piazza Farnese a Roma (21 marzo 2009)

Sinistra e Libertà nasce per dare una risposta sia all'esigenza politica sentita da Partito Socialista, Sinistra Democratica, Movimento per la Sinistra, Verdi, Unire la Sinistra e Nuovo Partito d'Azione di dare forma elettorale alla mai realizzata costituente della sinistra, sia alla necessità di superare lo sbarramento elettorale del 4% dei voti validi introdotto dalla legge 20 febbraio 2009 n. 10.
A SL hanno aderito diverse associazioni, tra cui i liberali di sinistra di Spazio lib-lab. Nel frattempo, il Nuovo Partito d'Azione abbandona il progetto SL.
Dopo circa un mese di trattative su nome e simbolo, SL è stata presentata in una conferenza stampa il 16 marzo 2009 alla presenza dei cinque leader alleati, con Nencini, vittima di un incidente, sostituito da Marco Di Lello, coordinatore nazionale della segreteria del PSI. Prima di trovare l'accordo sulla denominazione si era ipotizzato Sinistra delle libertà (12 febbraio), Sinistra per le libertà (2 marzo), Sinistra per la libertà (4 marzo). Dalla lista restano fuori i Radicali italiani in seguito a un veto di Vendola e alla iniziale contrarietà di Marco Pannella: da entrambi i leader è stata espressa la volontà di allearsi, ma solo al momento giusto (significativa è la volontà dei Radicali italiani, accolta con entusiasmo da una parte di Sinistra e Libertà, di far risorgere La Rosa Nel Pugno).
Il nome, pur essendo frutto di un accordo fra le parti, è chiaramente ispirato da Vendola, il quale già il 27 settembre 2008 chiamava a raccolta l'allora sua corrente del PRC, Rifondazione per la Sinistra, sotto lo slogan «La Sinistra delle libertà contro la società della paura». Alla conferenza stampa di presentazione hanno presenziato, oltre ai leader di partito, diverse personalità della sinistra italiana, come Achille Occhetto, Giovanni Berlinguer, Dacia Valent e Gianni Mattioli. In particolare, l'intervento di Occhetto ha rivendicato la continuità ideale fra la svolta della Bolognina che portò alla fondazione del PDS e l'attuale SL.
Il 21 marzo si tiene la manifestazione di presentazione di SL, La Primavera della Sinistra, in piazza Farnese a Roma davanti a circa 200 persone. Oltre ai leader dei 5 movimenti erano presenti Bobo Craxi, Franco Giordano, Paolo Cento, Franco Grillini, Moni Ovadia, il regista Mimmo Calopresti, la giornalista Giuliana Sgrena e l'attore Pippo Delbono. Nelle elezioni europee 2009 Sinistra e Libertà ha ottenuto il 3,12% dei voti non superando il quorum del 4%, ma il risultato è stato ritenuto comunque soddisfacente per una lista nata meno di tre mesi prima e, come commenterà Vendola, con «l'ostacolo principale» del «disinteresse del sistema dell'informazione italiano».
Il contrassegno elettorale iniziale della lista, rosso e verde, con la scritta "Sinistra e Libertà", include i simboli delle tre componenti del parlamento europeo che animano l'alleanza elettorale: quello della Federazione dei Verdi (ma senza la lunetta in basso con i colori dell'arcobaleno in orizzontale e con la scritta sovrapposta bianca "pace"), quello del gruppo Sinistra Unitaria Europea/Sinistra Verde Nordica (GUE-NGL) e quello del Partito del Socialismo Europeo (PSE). Gli eventuali eletti avrebbero aderito ai gruppi di appartenenza dei rispettivi partiti o al gruppo Verdi/ALE. Il contrassegno della lista è stato depositato il 20 aprile al Ministero dell'Interno con il nome completo "Sinistra e Libertà-Federazione dei Verdi", per evitare di raccogliere le sottoscrizioni necessarie quando una lista non fa riferimento a partiti già presenti nell'europarlamento.
Fra i candidati spicca Vendola (unico ad essere candidato in tutti i collegi). Si notano anche i deputati europei uscenti Claudio Fava (leader di SD, presente in tre circoscrizioni), Alessandro Battilocchio e Pia Locatelli (PS), Roberto Musacchio (MpS), Monica Frassoni (Verdi), Sepp Kusstatscher (Verdi) e Umberto Guidoni (UlS). Fra gli indipendenti spiccano Mauro Palma, allora presidente del Comitato europeo per la prevenzione della tortura, direttore dell'Enciclopedia Treccani ed ex presidente dell'Associazione Antigone, Sergio Staino (come deluso del PD), la giornalista Giuliana Sgrena, la pacifista Lisa Clark, Imma Battaglia e Alessandro Zan, entrambi esponenti di associazioni per i diritti delle persone LGBT, il leader del Partito Pirata italiano contro il copyright Alessandro Bottoni, l'attore Sergio Troiano e la scrittrice per l'infanzia Bianca Pitzorno.
A SD facevano riferimento 27 candidature su 72 (37,5%), all'MpS 19 candidature (26,4% circa), 15 ai socialisti (20,8%), 8 ai Verdi (11,1%), tre candidati a UlS (4,2%), a detta di Luca Robotti.
Si decide così di proseguire l'esperienza dando luogo a un seminario nazionale il 3 luglio.
Il seminario ha ufficialmente lo scopo di «avviare un confronto ( [...] ) che possa tracciare un percorso di lavoro politico per i prossimi mesi» e di essere propedeutico a un'assemblea nazionale da farsi in settembre. A confrontarsi è sostanzialmente l'idea di chi vuol subito fondare il partito di SL (SD, MpS, UlS) e chi invece preferirebbe limitarsi a fare una federazione (PS e Verdi).
Il seminario alla fine decide che «il percorso di costruzione di Sinistra e Libertà è iniziato» e che quindi SL deve iniziare a radicarsi nel territorio con propri circoli e partecipare a tutte le elezioni amministrative del 2010, soprattutto le elezioni regionali. Non viene sciolto però il nodo se «Sinistra e Libertà deve essere un partito, una federazione di partiti o che altro».
Il 23 luglio una riunione delle cinque segreterie (60 persone) conferma che tutto quanto attiene SL dovrà essere deciso nell'assemblea nazionale che viene indetta per il 19 settembre a Napoli nell'ambito della festa nazionale di SL (che è dal 16 al 20 settembre).
Tale assemblea getta le basi per la costituzione di un partito vero e proprio. Nel frattempo è costituito il coordinamento nazionale e i rispettivi coordinamenti regionali, una forma di tesseramento o «carta di adesione», mentre per dicembre è programmata una Conferenza programmatica che dovrebbe pure modificare parzialmente il logo inserendo il termine “ECOLOGIA”, in luogo dei tre simboli attualmente presenti nel semicerchio inferiore.
Il 10 ottobre 2009 la XXX assemblea nazionale della Federazione dei Verdi, a sorpresa, mette in minoranza l'unica mozione favorevole alla costituenda Sinistra Ecologia Libertà. Viene infatti eletto presidente dei Verdi Angelo Bonelli il quale, riunito l'Esecutivo della Federazione, il 14 ottobre delibera «il ritiro immediato dei rappresentanti Verdi dal coordinamento nazionale di Sinistra e Libertà» come anche dai coordinamenti locali.
La fuoriuscita dei Verdi suggerisce a diversi esponenti di SL di accelerare affinché si tenga il congresso fondativo del nuovo partito entro la fine dell'anno o comunque entro le elezioni regionali del 2010, ma il PS è nettamente contrario e il 17 ottobre ha la meglio: il 18 dicembre ci si limiterà a costituire Sinistra Ecologia Libertà. Ma a prevalere davvero è l'incertezza e l'ambiguità del percorso che dovrebbe fondere i quattro soci di SEL.
L'8 novembre la minoranza dei Verdi filo-SL decide di non abbandonare la coalizione e si costituisce in Associazione Ecologisti.
Il giorno 29 ottobre è approvato il regolamento per l'assemblea nazionale di dicembre. Il 5 novembre una nuova riunione del CN delibera che «Sinistra e Libertà sarà presente in 12 regioni e nei comuni capoluogo e le province chiamate al voto» nella primavera 2010 e al Congresso del PSE di Praga del successivo 7-8 dicembre. Viene anche definito l'ordine del giorno dell'Assemblea del 19 dicembre.
Il 13 novembre SL entra in una crisi pesante quando di comune accordo fra loro, i tre tesorieri di SD, PSI ed Ecologisti decidono l'oscuramento del sito Internet di SL. Il motivo è che il PSI contesta la pubblicazione di un deliberato del coordinamento nazionale del giorno prima. Tale deliberato, pubblicato comunque nei siti degli altri soci, non piace al PSI perché a suo dire «modificava e stravolgeva il deliberato del coordinamento nazionale del 29 ottobre». In pratica, secondo una ricostruzione di Repubblica.it, nel nuovo deliberato si impegnava SL a presentarsi col proprio simbolo in tutte le regioni chiamate al voto nel 2010, mentre il PSI chiedeva un'eccezione, già accordata nel deliberato del 5 novembre, per la Toscana, dove il partito di Nencini avrebbe già un accordo per presentarsi col PD. Nella serata del 13 viene lanciato il sito sinistraeliberta.eu in sostituzione di sinistraeliberta.it, di cui il PSI è proprietario.
Nel frattempo il PSI sospende le attività connesse a Sinistra e Libertà, ma non ne fuoriesce ufficialmente in attesa di un «chiarimento». Solo la corrente Socialismo e Sinistra è per continuare l'esperienza di Sinistra e Libertà, ma evita ogni scissione.
Intanto anche dentro Sinistra Democratica si medita se e come l'esperienza di SL possa continuare, rinviando ogni decisione a un prossimo Consiglio Nazionale. Il 20 novembre Antonello Falomi dichiara che «la Sinistra e Libertà che hanno conosciuto gli elettori alle elezioni europee è formalmente e ufficialmente finita».
Il 5 dicembre il Consiglio Nazionale del PSI sancirà ufficialmente che nel caso SL divenisse «un partito che ambisca ad assumere unilateralmente nome e simbolo di Sinistra e Libertà che, al contrario, era e resta patrimonio unitario», allora sarebbe «rottura irreversibile». Ogni ulteriore decisione definitiva è comunque rinviata a un congresso nazionale da tenersi dopo le elezioni regionali del marzo 2010. All'interno del PSI Socialismo e Sinistra e Labur si oppongono alle scelte del proprio segretario, ma non daranno luogo ad alcuna scissione.

### L'Assemblea Costituente di SEL

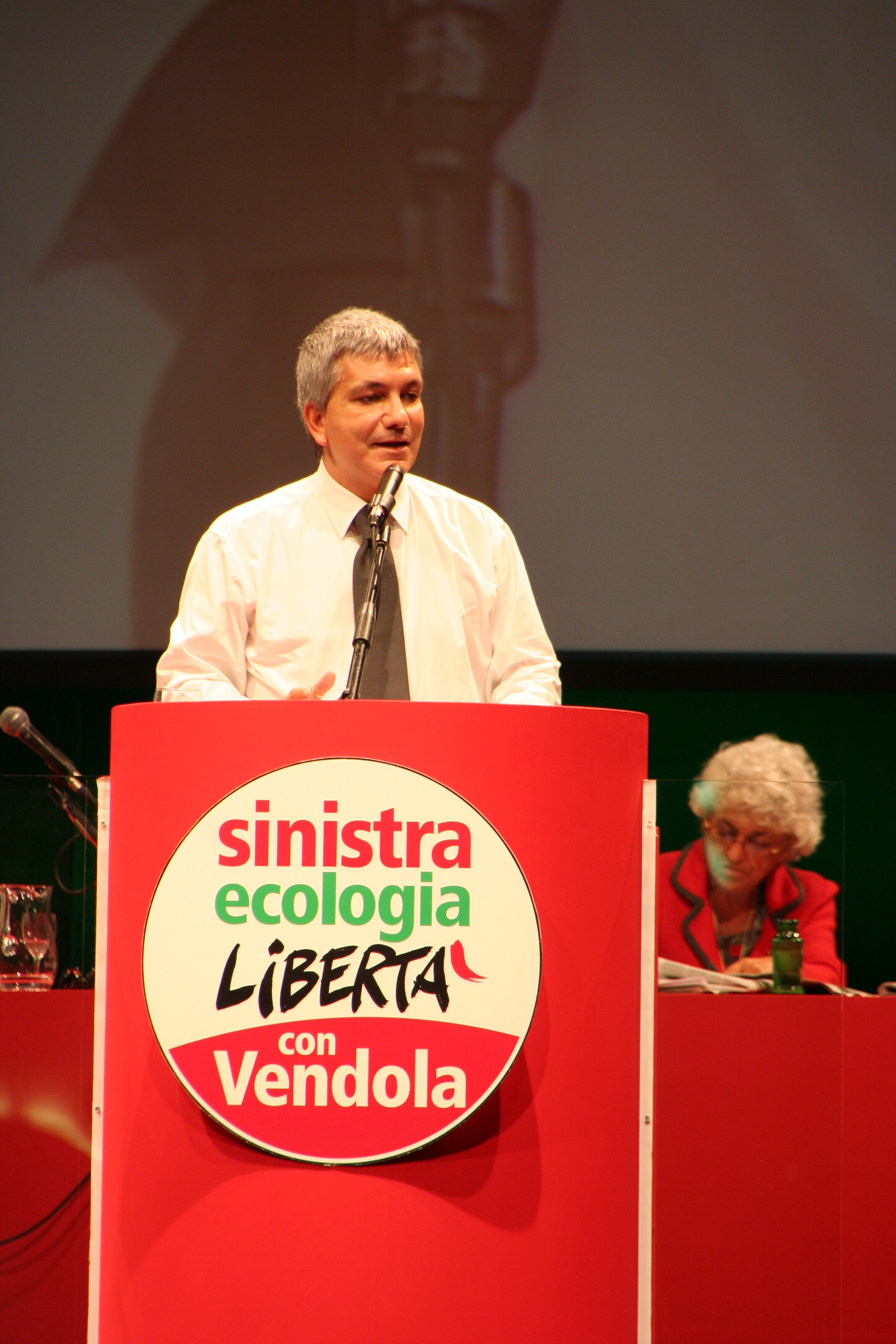
Nichi Vendola, presidente di Sinistra Ecologia Libertà, durante il 1º congresso di SEL. Firenze, ottobre 2010

A Roma, il 19 e 20 dicembre 2009, si tiene dunque l'assemblea costituente di Sinistra Ecologia Libertà che così da alleanza si trasforma in movimento. Nella due giorni viene presentato il nuovo simbolo, eletto il nuovo coordinamento nazionale (con voto palese e non segreto come era stato programmato) e nominato Nichi Vendola come portavoce. Viene anche approvato uno statuto di transizione fino al congresso fondativo del partito vero e proprio previsto per il 2010. Il PSI ha comunque fatto sapere di essere ostile all'uso della denominazione approvata.
Il partito nasce dalla confluenza di:
- Sinistra Democratica, guidata da Claudio Fava;
- Movimento per la Sinistra, guidato da Nichi Vendola;
- Unire la Sinistra, guidato da Umberto Guidoni;
- Associazione Ecologisti, guidata da Loredana De Petris.

### Le elezioni regionali del 2010
Sinistra Ecologia Libertà ha presentato proprie liste per il rinnovo dei consigli di nove regioni su 13 in cui si è votato nel marzo 2010; nelle altre quattro regioni ha costituito liste uniche o col PSI (Veneto, Campania, Calabria) o coi Verdi (Emilia-Romagna). Ad eccezione delle Marche, dove era coalizzata con la Federazione della Sinistra, SEL si è sempre collocata nelle coalizioni di centrosinistra imperniate sul Partito Democratico. Per l'occasione il logo di SEL ha visto l'aggiunta della scritta «con Vendola».
Nel complesso, Sinistra Ecologia Libertà ha ottenuto da sola 678.309 voti (3,03%), altri 163.235 col PSI (0,73%) e 37.698 coi Verdi (0,17%) per un totale di 879.242 voti (3,93%) contro gli 830.806 (3,18%) ottenuti alle Europee del 2009 nelle 13 regioni chiamate alle urne. Il picco è stato registrato in Puglia col 9,74% dei consensi; nelle altre 12 regioni il risultato medio è stato del 2,7%. Sono stati pertanto eletti 18 consiglieri e riconfermato il Presidente Vendola.
Sulla base di questi risultati, il Comitato Nazionale di SEL del successivo 17 aprile si divide tra chi come Fava è per «passare dall'intuizione ad un progetto stabile», cioè trasformare SEL in un partito vero e proprio, e chi come Vendola giudica SEL comunque «inadeguato» e pensa che sia il caso di lanciare un «cantiere e un percorso progettuale» che coinvolga tutto il centrosinistra. Pertanto il congresso fondativo di Sinistra Ecologia Libertà viene rinviato ulteriormente al 22-24 ottobre 2010, mentre Katia Bellillo già il 16 aprile abbandona SEL giudicandola «troppo limitata rispetto ai miei obiettivi di partenza» di unità della sinistra.

### Il primo congresso
Il primo congresso di SEL, durante il quale è stato eletto presidente Nichi Vendola ed è stato approvato lo statuto del partito, si è tenuto dal 22 al 24 ottobre 2010 a Firenze (Saschall).

### Le Elezioni amministrative e i referendum del 2011
Dopo il primo congresso SEL si trasforma in un soggetto stabile. In particolare, a seguito della vittoria di Nichi Vendola alle primarie di coalizione per scegliere il candidato Presidente della Regione Puglia, SEL ottiene una maggiore notorietà diffondendosi in tutta Italia, con circoli e federazioni. Nei primi mesi del 2011, attraverso le primarie di coalizione locali, SEL continua la sfida verso il PD proponendo in numerosi comuni italiani suoi iscritti o simpatizzanti. In particolare fanno clamore le vittorie di Giuliano Pisapia a Milano, Massimo Zedda a Cagliari e Marta Testa a Iglesias.
Le amministrative del 15 e 16 maggio vedono prevalere il centrosinistra: nei ballottaggi del 29 e 30 maggio vengono eletti sia Pisapia che Zedda. Il partito di Nichi Vendola, inoltre, nelle più grandi città raggiunge: il 5% a Milano, il 7.2% a Cagliari, il 6% a Torino, il 4% a Napoli, il 6% a Trieste, il 10% a Iglesias, il 10% a Bologna.
Durante la campagna referendaria, SEL dà un pieno appoggio ai referendum abrogativi del 12-13 giugno 2011 e invita a votare 4 sì per «le energie rinnovabili, per liberarci dal nucleare, per l'acqua bene comune e per cancellare il legittimo impedimento».
L'anno successivo invece raccoglie le firme per 2 proposte di legge d'iniziativa popolare per regolamentare le unioni civili e istituire il reddito minimo garantito e promuove 2 referendum per ripristinare l'articolo 18 preRiforma del lavoro Fornero e abrogare l'articolo 8 della legge 138/2011 che consente alle aziende di derogare i contratti collettivi nazionali con contratti collettivi aziendali o territoriali insieme ad altre forze di sinistra politiche e sindacali, che non si svolgeranno mai a causa dello scioglimento anticipato delle Camere, avvenuto prima della presentazione delle firme raccolte presso la Corte di cassazione.

### L'alleanza di Vasto
Il 16 settembre 2011 la presenza di Vendola, Bersani e Di Pietro alla festa dell'IdV a Vasto sembrò sancire pubblicamente l'alleanza del Nuovo Ulivo, con alleati PD, SEL e IdV. Ricostruzione che però nei mesi successivi, in seguito a diverse frizioni in particolare tra PD e IdV, perse campo.

Logo di Italia. Bene Comune, coalizione di centrosinistra delle Elezioni Politiche del 2013, composta da SEL, Partito Democratico, SVP, PATT, Centro Democratico e Moderati

### Primarie 2012 del centrosinistra
Nell'agosto 2012 Nichi Vendola, il presidente del partito, ha annunciato la sua candidatura alle elezioni primarie di "Italia. Bene Comune" del 2012 indette per scegliere il candidato premier del centrosinistra alle elezioni politiche italiane del 2013.
Il primo turno delle primarie si è tenuto il 25 novembre 2012 e Nichi Vendola ha ottenuto il 15,6% dei voti quindi al terzo posto dietro Pier Luigi Bersani (44%) e Matteo Renzi (36%) che si sono affrontati al ballottaggio domenica 2 dicembre 2012. Il ballottaggio ha decretato la vittoria di Bersani (sostenuto al secondo turno anche da Nichi Vendola) con il 60,8% contro il 39,12% di Renzi.

### Le primarie per i candidati al Parlamento 2012
Il 12 dicembre 2012 il leader di SEL, Nichi Vendola, annuncia che il proprio partito effettuerà le elezioni primarie per la scelta dei candidati al Parlamento. Le primarie si sono svolte il 29 e 30 dicembre 2012 in concomitanza con quelle del Partito Democratico.

### Elezioni politiche del 2013

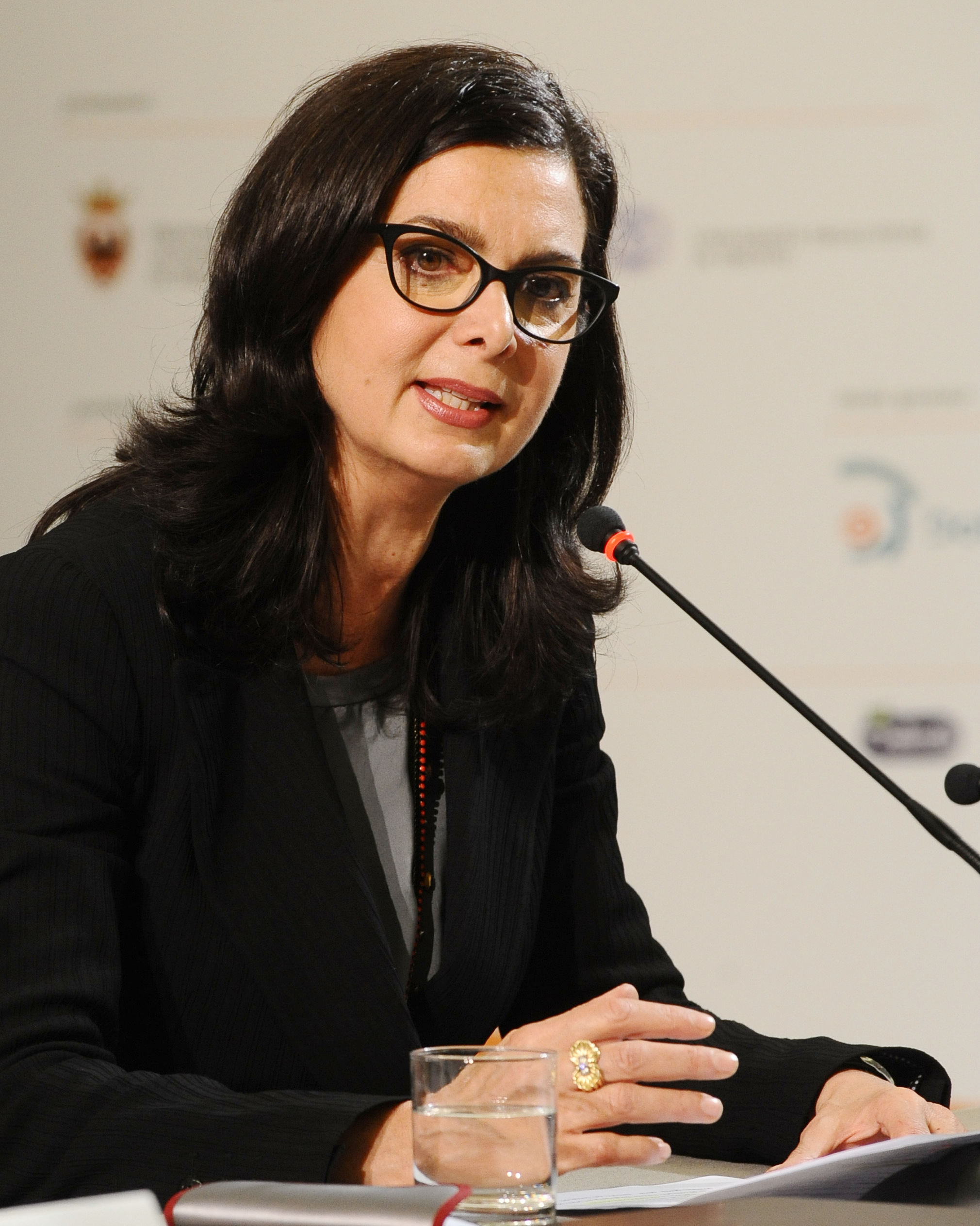
Laura Boldrini, Presidente della Camera dei deputati

Nelle elezioni politiche del 2013, che si sono svolte il 24 e 25 febbraio 2013, il partito ha fatto parte della coalizione Italia. Bene Comune, che ha avuto come candidato premier Pier Luigi Bersani.
Nelle proprie liste, SEL ha ospitato altresì i candidati espressi dal partito dei Verdi del Sudtirolo/Alto Adige, che grazie all'accordo hanno per la prima volta fatto eleggere un loro esponente (Florian Kronbichler) nel Parlamento italiano.
Il simbolo con il quale la formazione politica si è presentata alle elezioni presentava, nella parte bassa, la dicitura con Vendola. In Alto Adige al simbolo è stato aggiunto anche il nome del partito adattato in lingua tedesca: Links, Grün, Frei.
Nelle suddette elezioni SEL ha eletto 37 deputati e 7 senatori facendo ingresso nel Parlamento italiano per la prima volta dalla sua nascita.
Il 16 marzo 2013 la Camera dei deputati elegge come suo presidente la parlamentare di SEL Laura Boldrini.

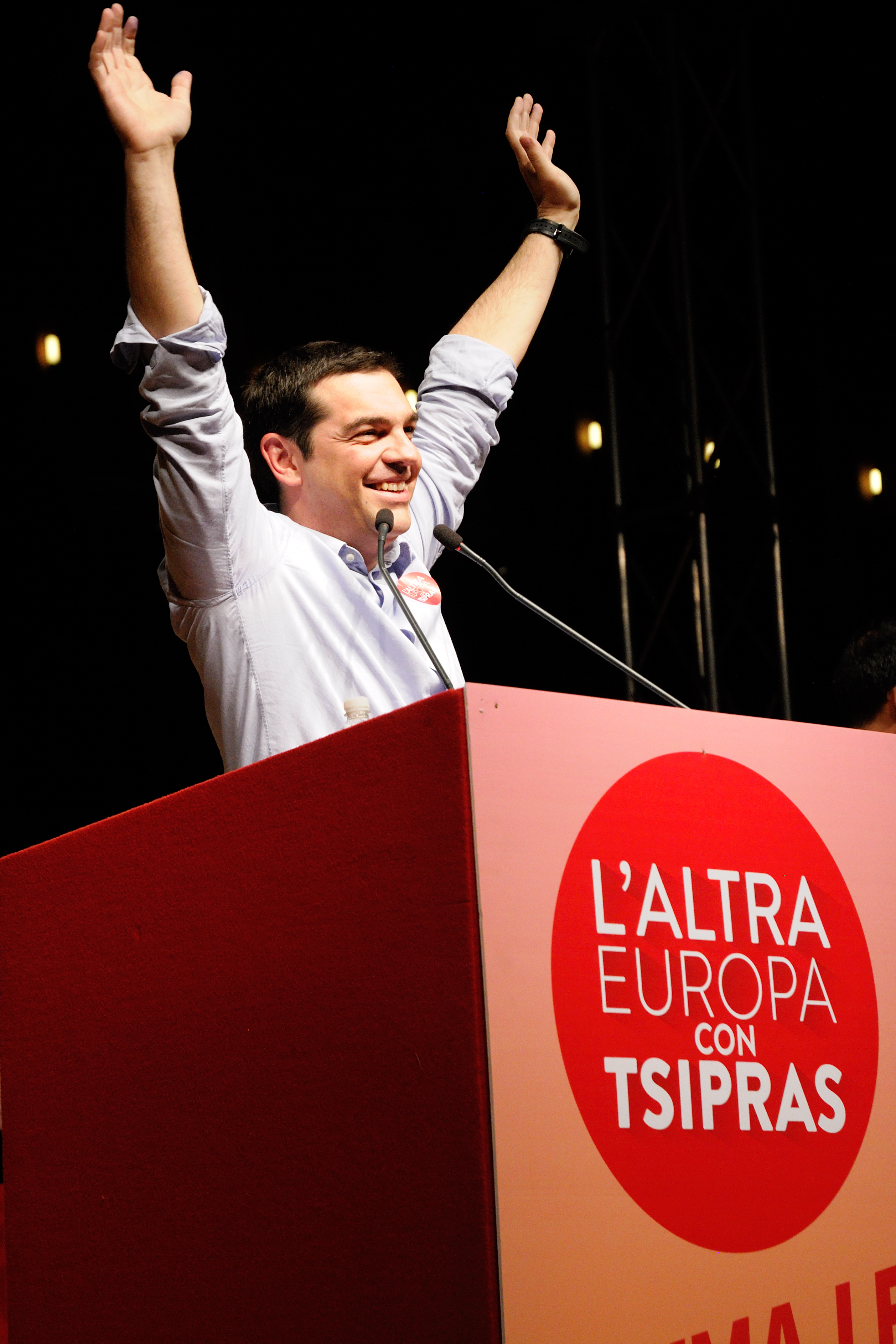
Alexis Tsipras in comizio a sostegno della lista Altra Europa a Bologna da candidato alla Presidenza della Commissione Europea per la Sinistra Europea, elezioni europee del 2014

Il partito forma un proprio gruppo parlamentare alla Camera dei deputati, eleggendo capogruppo Gennaro Migliore. Al Senato invece confluisce nel gruppo misto e, risultando la componente più corposa del gruppo, ne esprime il capogruppo: Loredana De Petris.

### L'opposizione al governo Letta
Il leader del partito Nichi Vendola ha annunciato che SEL non farà parte del governo di Enrico Letta, che vede alleati il PD con il PdL di Berlusconi e con Scelta Civica di Monti, collocandosi così all'opposizione.

### Il secondo congresso
Il secondo congresso di Sinistra Ecologia Libertà si è tenuto dal 24 al 26 gennaio 2014 a Riccione.
La platea dei delegati ha conferito alla dirigenza nazionale il mandato per costruire una proposta politica per le elezioni europee che avesse come elementi fondanti la candidatura a presidente della Commissione UE di Alexīs Tsipras pur mantenendo come prospettiva il Partito del Socialismo Europeo.

### Le elezioni europee 2014 e l'appoggio alla lista Tsipras
Alle Elezioni europee del 2014 SEL sostiene la lista di sinistra L'Altra Europa con Tsipras che ottiene il 4,03% eleggendo tre europarlamentari (nessuno appartenente a SEL).

### La scissione di Migliore (LED)
Il 18 giugno 2014 il partito si spacca sulla decisione di votare alla Camera il sì al Decreto IRPEF sugli 80 euro in busta paga per i redditi medio-bassi proposto dal Governo Renzi: con 17 voti vince la linea del sì al provvedimento capeggiata dal capogruppo alla Camera Gennaro Migliore, che in caso di astensione del gruppo aveva minacciato persino le sue dimissioni da capogruppo, favorevole anche a un dialogo con il Partito Democratico di Matteo Renzi e convinto di una collocazione di SEL nel PSE, contro invece i 15 voti di coloro che si volevano esprimere contrariamente, linea capeggiata questa dal Coordinatore Nazionale di SEL Nicola Fratoianni, coerentemente al ruolo del partito all'opposizione che guarda al contrario alla costruzione di una SYRIZA italiana come nel solco tracciato della Lista Tsipras per le Europee. In aula il gruppo si esprime a favore risultando però spaccato: i deputati Giulio Marcon e Giorgio Airaudo, critici per la decisione, decidono di astenersi mentre i deputati Ferdinando Aiello e Michele Ragosta abbandonano SEL per passare al PD. Dopo il voto, Migliore rassegna le sue dimissioni da Capogruppo alla Camera, dimissioni accettate dal Presidente del partito Nichi Vendola, che ha convocato la Segreteria Nazionale per sciogliere definitivamente i nodi sulla linea del partito.
Il giorno successivo la scissione si materializza. Si dimettono irrevocabilmente dal partito diversi esponenti di rilievo e tutto l'ufficio di presidenza di SEL alla Camera: il capogruppo alla Camera Gennaro Migliore, l'ex coordinatore nazionale e vicepresidente della Commissione Antimafia Claudio Fava, la vicecapogruppo vicario alla Camera Titti Di Salvo e la segretaria del gruppo alla Camera Ileana Piazzoni che non hanno escluso la loro immediata adesione al PD di Matteo Renzi.

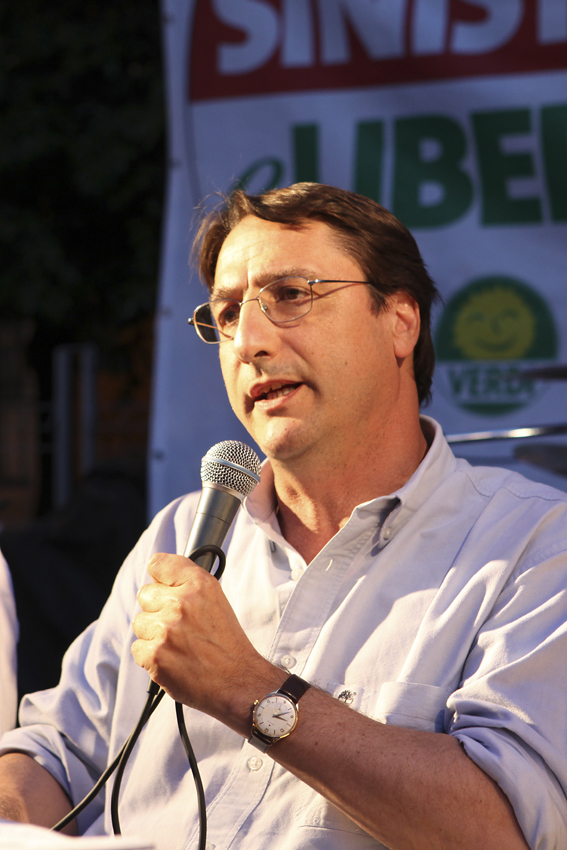
Claudio Fava, tra i fondatori di Sinistra e Libertà e protagonista della scissione del gruppo LED, nel 2015 è rientrato nel gruppo parlamentare di Sinistra Italiana

Vendola ha parlato esplicitamente di spaccatura plateale ribadendo la collocazione di SEL all'opposizione del Governo Renzi, scelta duramente criticata da Migliore e Fava che sono invece favorevoli a sostenere il Governo nella sua opera riformatrice e considerano il sostegno alla Lista Tsipras un arroccamento ideologico che avrebbe portato SEL nella costituente italiana della sinistra radicale a discapito dell'adesione al Partito Socialista Europeo. Successivamente, il gruppo dei fuoriusciti si organizza in un'associazione denominata Libertà e Diritti - Socialisti Europei, costituendo una componente nel gruppo misto.
Il 25 giugno 2014 Vendola rimette il suo mandato da Presidente di SEL seguito da tutta la direzione, dimissioni che tuttavia vengono respinte. Nonostante ciò la diaspora continua: si dimettono dal partito i deputati Alessandro Zan, Fabio Lavagno e Nazzareno Pilozzi seguendo Migliore e i suoi nel Gruppo misto. Lascia anche il tesoriere di SEL alla Camera, ultimo componente dell'ufficio di presidenza del gruppo alla Camera, Sergio Boccadutri, ex tesoriere di Rifondazione Comunista e poi di Sinistra Ecologia Libertà che decide di aderire immediatamente al PD. Viene nominato capogruppo ad interim il coordinatore nazionale di SEL Nicola Fratoianni per guidare il gruppo provvisoriamente. Il 26 giugno si dimettono ancora dal gruppo SEL alla Camera i deputati Luigi Lacquaniti e Martina Nardi che aderiscono al Gruppo misto.
Il 10 luglio, l'assemblea dei deputati SEL elegge il nuovo ufficio di presidenza del gruppo alla Camera: il nuovo capogruppo è Arturo Scotto, responsabile esteri del partito ed ex deputato de L'Ulivo nel 2006, visto come figura di mediazione tra l'ala più sinistra e radicale e la parte invece più dialogante con il PD, il vicecapogruppo con delega d'aula è Annalisa Pannarale, coordinatrice SEL in Puglia e segretaria della Camera dei deputati per il gruppo SEL, il segretario del gruppo è Filiberto Zaratti, ex consigliere e assessore regionale del Lazio per SEL mentre tesoriere del gruppo è Giovanni Paglia, coordinatore SEL in Emilia-Romagna ed ex consigliere comunale di Ravenna per il partito.
Il 14 ottobre dello stesso anno aderisce a SEL il deputato Adriano Zaccagnini, eletto con nelle liste del M5S, mentre il 29 aprile del 2015, il deputato Toni Matarrelli abbandona il partito, entrando a far parte della componente Alternativa Libera del Gruppo misto, costituita principalmente da ex deputati del M5S.
Claudio Fava dal novembre 2015 rientra nel gruppo parlamentare, in occasione della nascita di Sinistra Italiana.

### Referendum e legge d'iniziativa popolare contro il pareggio di bilancio
Dall'estate 2014 ai primi mesi del 2015, SEL sostiene insieme ad altre forze politiche e sindacali e ad alcune associazioni 4 referendum e una proposta di legge d'iniziativa popolare contro il pareggio di bilancio. I 4 referendum non si svolgeranno mai a causa del mancato raggiungimento delle firme necessarie.

### Elezioni regionali italiane in Calabria e in Emilia-Romagna
Il 23 novembre 2014 in Emilia-Romagna e in Calabria si è votato per il rinnovo dei Consigli regionali.
In Emilia il partito si è presentato a sostegno del democratico Stefano Bonaccini, uscito vincitore. Col 3,2% SEL ha ottenuto due seggi. In Calabria ha fatto parte della grossa coalizione che appoggia Mario Oliverio. Qui i vendoliani assieme all'Italia dei Valori e al Partito Comunista ha formato la lista La Sinistra, che col 4,3% si è aggiudicata un seggio.

### Elezioni regionali del 2015 e fondazione di Sinistra Italiana

Logo di Sinistra Italiana, gruppo parlamentare nato dalla convergenza di Sinistra Ecologia e Libertà con fuoriusciti dal Partito Democratico e dal Movimento 5 Stelle

Alle Elezioni regionali del 2015 SEL si è candidata in varie regioni:
- In Veneto SEL assieme ai Verdi e ad alcuni espulsi da Rifondazione ha formato una lista in comune (Veneto Nuovo) a sostegno della candidata PD Alessandra Moretti. Con l'1,1% non è riuscita però ad entrare in Consiglio regionale.
- In Puglia Dario Stefano si è presentato alle primarie del centrosinistra. Tuttavia ne è uscito sconfitto (ha preso il 33%). Così SEL ha dovuto appoggiare l'ex sindaco di Bari Michele Emiliano, poi eletto governatore. Il partito non ha presentato una lista col proprio nome ma ha dato vita a Noi a Sinistra per la Puglia (che col 6,8% ha eletto 4 consiglieri), lista formata anche da La Puglia in Più e alcuni fuoriusciti dal PD come Guglielmo Minervini.
- In Liguria ha sostenuto l'ex democratico Luca Pastorino ed è subentrata nella lista Rete a Sinistra. Pastorino ha ottenuto il 9,4% e la lista il 6,1% (riuscendo ad entrare nel Consiglio regionale con un seggio).
- In Campania l'esponente di Sinistra Ecologia Libertà Salvatore Vozza si è candidato a governatore appoggiato da una lista di sinistra unitaria (Sinistra al Lavoro per la Campania) ed ha ottenuto il 2,5%.
- In Umbria ha conformato l'appoggio alla presidente uscente Catiuscia Marini e la lista Umbria più uguale (SEL+PCdI+Sinistra per l'Umbria) ha ottenuto il 2,6% e l'elezione di un consigliere.
- Nelle Marche SEL ha formalizzato il suo appoggio al candidato della lista Altre Marche-Sinistra Unita (L'Altra Europa). Col 3,9% però nessun candidato è riuscito ad essere eletto.
- In Toscana SEL si è presentata con propri candidati nella lista Sì Toscana a Sinistra, cui hanno dato l'appoggio anche Rifondazione Comunista, PCdI, liste civiche di sinistra e personalità fuoriuscite dal PD, oltre ad alcune significative realtà giovanili di Firenze e Pisa. Col 6,3% la lista ha ottenuto 2 seggi, consentendo l'ingresso del candidato presidente Tommaso Fattori in Consiglio Regionale.

Il 7 novembre 2015 viene ufficializzata la fondazione del gruppo parlamentare Sinistra Italiana, composto alla Camera dai 25 SEL e 6 ex-PD e al Senato dai 7 SEL, 6 ex-PD e 2 ex-M5S. Il partito è impegnato in un complesso processo costituente a sinistra, insieme al PRC, all'associazione ACT, Altra Europa e alcuni fuoriusciti dal Partito Democratico.

### Le elezioni amministrative del 2016
Alle Elezioni Amministrative del 2016 Sinistra Ecologia e Libertà, nel contesto della nascita di Sinistra Italiana, si è presentata in cartelli elettorali assai differenti di città in città. A Roma, la conclusione forzata del mandato di Ignazio Marino ha rotto la coalizione di centro-sinistra, e Sinistra Italiana non ha preso parte alle primarie che hanno decretato la candidatura di Roberto Giachetti in testa ad una coalizione composta da Partito Democratico, Italia dei Valori, Verdi ed alcune liste civiche, che ha raggiunto il 24,9% al primo turno, sconfitta al secondo turno da Virginia Raggi (M5S), raggiungendo il 32,8%. Pertanto Sinistra Italiana ha sostenuto Stefano Fassina nella Lista "Sinistra per Roma", ottenendo circa il 4% come lista ed il 4,5% come candidato a sindaco, riuscendo quindi ad eleggere solo Fassina

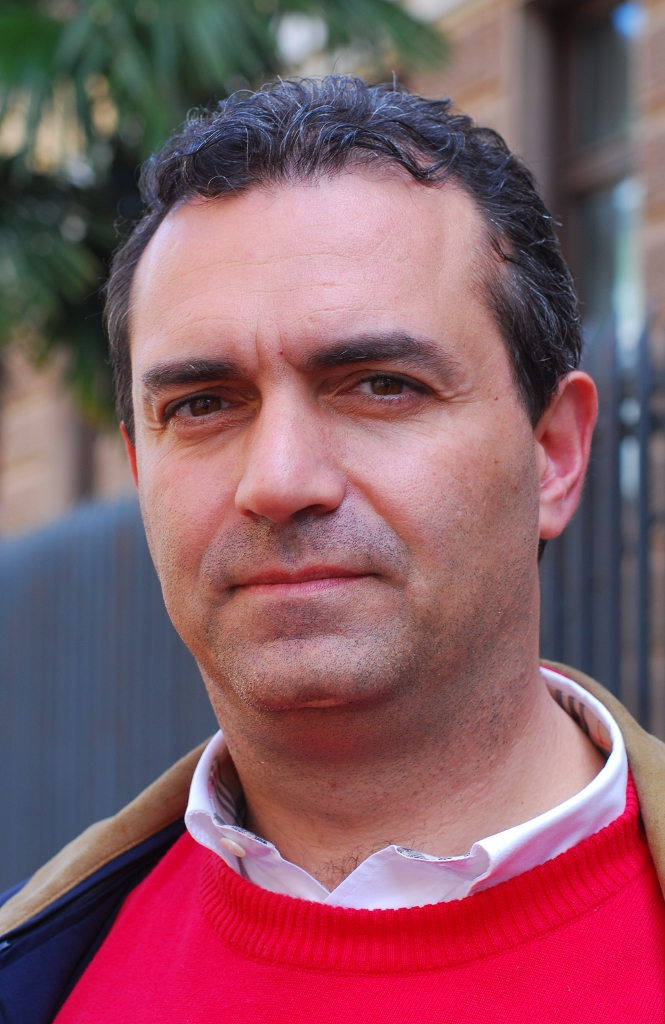
Luigi de Magistris, Sindaco di Napoli eletto da un'ampia coalizione di partiti e liste civiche

Anche a Napoli Sinistra Italiana ha evitato le primarie del PD, che hanno eletto Valeria Valente come candidato. La Sinistra radicale ha quindi dato vita alle diverse liste civiche in sostegno di Luigi de Magistris, sindaco uscente, che ha ottenuto il 42,8% dei consensi al primo turno, ed ha sconfitto al ballottaggio il candidato di Forza Italia, Gianni Lettieri, con il 66,8% dei voti. La candidata del PD ha ottenuto il 22% e non ha preso parte al secondo turno.
A Bologna, la lista a sostegno di Federico Martelloni, di cui ha fatto parte Sinistra Italiana, ha ottenuto il 7,1% ed eletto due consiglieri comunali, al di fuori della coalizione di centro-sinistra del riconfermato sindaco Virginio Merola.

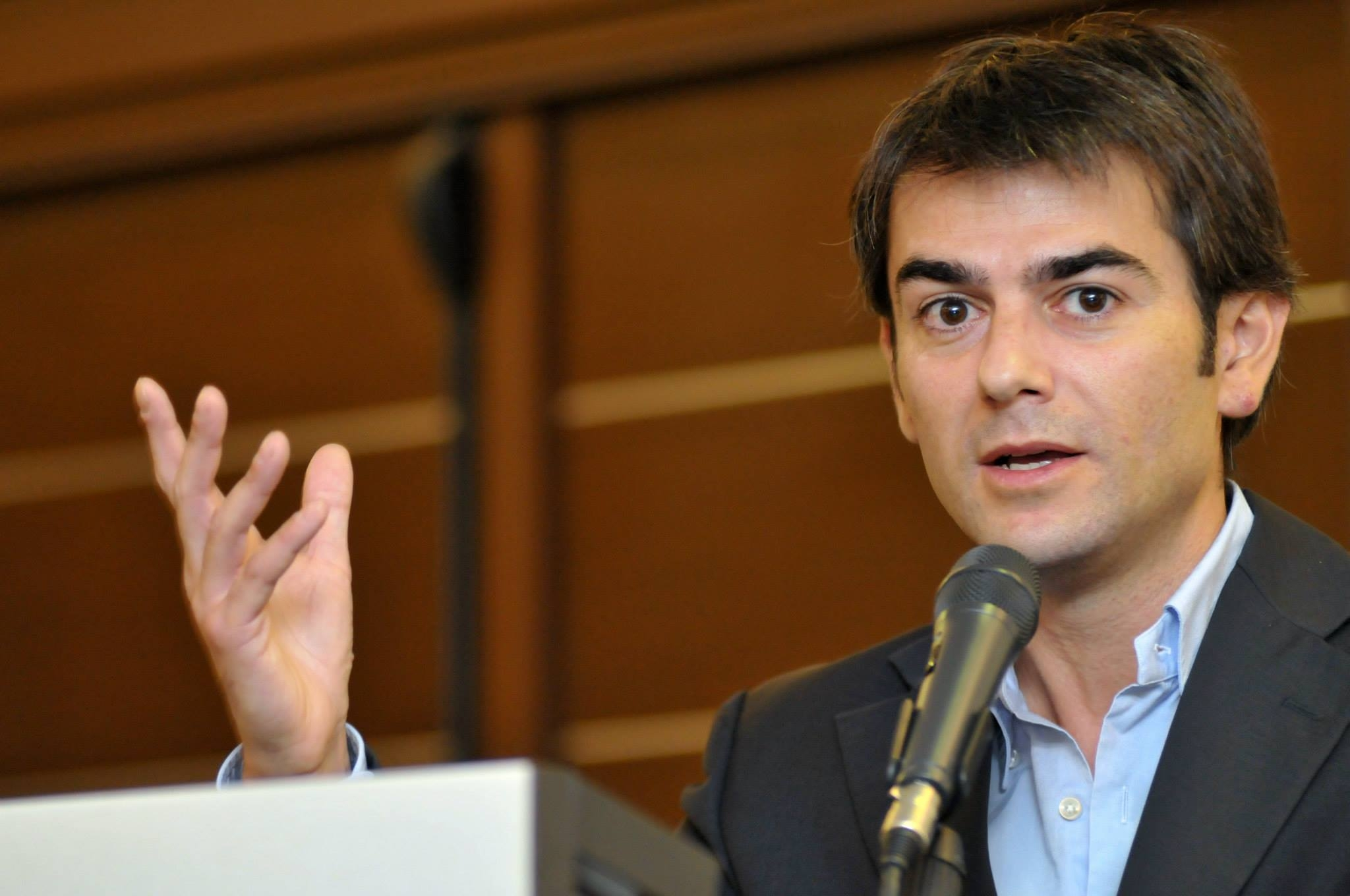
Massimo Zedda, Sindaco di Cagliari di SEL, unico tra i primi cittadini delle grandi città ad essere eletto al primo turno delle Elezioni Amministrative del 2016

A Torino la candidatura a sindaco di Giorgio Airaudo si è fermata al primo turno con il 3,7%, ed al secondo turno la vincitrice è stata Chiara Appendino (in passato simpatizzante di Sinistra Ecologia Libertà) del Movimento 5 Stelle, che ha superato l'uscente Piero Fassino del PD, con il 54,6% al ballottaggio.
A Cagliari la coalizione di centro-sinistra non si è divisa ed ha sostenuto l'uscente sindaco Massimo Zedda (di Sinistra Ecologia e Libertà), l'unico ad essere riconfermato al primo turno tra i sindaci delle grandi città italiane, con il 50,9%. La lista di Sinistra Ecologia e Libertà ha raggiunto il 7,8% ed eletto quattro consiglieri comunali.
A Milano, a seguito del mandato di Giuliano Pisapia, è stato eletto sindaco Giuseppe Sala, già manager di Expo 2015, sostenuto dalla coalizione di centro-sinistra, che ha superato il candidato del centrodestra Stefano Parisi con il 51,7%. La lista "Sinistra per Milano" sostenuta da Sinistra Ecologia e Libertà ha eletto due consiglieri raggiungendo il 3,9%.
Tra gli altri comuni è rilevante il risultato ottenuto a Sesto Fiorentino, dove Lorenzo Falchi, di Sinistra Italiana, ha sconfitto al ballottaggio il candidato del Partito Democratico, Lorenzo Zambini, superando il 65% dei consensi. La lista "Sinistra Italiana - Sesto Fiorentino" è stata la seconda lista più votata ottenendo il 17,5%.

### Referendum del 2016
Sinistra Italiana si è schierata, in aperto contrasto con il Governo Renzi, a favore del Sì al referendum sulle trivellazioni in mare del 2016 che avrebbe abrogato la parte della Legge di Stabilità che permette il rinnovamento fino all'esaurimento dei giacimenti di idrocarburi delle concessioni di estrazione entro le 12 miglia dalla costa italiana. Il Referendum, richiesto da dieci presidenti di Regione, ha visto l'85,85% dei Sì, contro il 14,15% dei No, ma a causa dell'affluenza di 15.806.488 cittadini pari al 31,19% dei votanti, al di sotto del 50%+1 necessario alla validità della consultazione, l'articolo in questione non è stato abrogato e le concessioni hanno mantenuto pertanto la regolamentazione della Legge di Stabilità 2016. L'elevato tasso di astensioni è stato anche condizionato dalla scelta di non far votare per il referendum nello stesso giorno delle Elezioni Amministrative, accorpamento che era stato richiesto da diversi gruppi parlamentari, incluso lo stesso di Sinistra Italiana.
Sinistra Italiana e SEL sostengono il NO al Referendum Costituzionale del 2016 attraverso la campagna nazionale "Noi diciamo no", temendo che il combinato disposto tra Riforma del Senato e nuova Legge Elettorale (Italicum) con forte premio di maggioranza, possa portare all'annullamento delle prerogative parlamentari e confondere potere legislativo e potere esecutivo senza i giusti contrappesi. Il gruppo parlamentare ha proposto una mozione di modifica della legge elettorale, posta in votazione il 21 settembre 2016. Delle 4 mozioni presentate da diversi gruppi parlamentari alla Camera per riaprire i lavori di modifica dell'Italicum, è stata approvata quella proposta dal Partito Democratico e da Area Popolare, senza accordo con le opposizioni o con la Sinistra del PD, che hanno criticato l'assenza di tempi di modifica certi e di qualsiasi riferimento al tipo di modifiche da apportare alla Legge Elettorale.

### Lo scioglimento
Dopo l'assemblea nazionale del partito, terminata il 17 dicembre 2016, si decreta lo scioglimento di Sinistra Ecologia Libertà per confluire in Sinistra Italiana, il cui congresso fondativo si è concluso il 19 febbraio 2017.

## Ideologia
Il partito aveva i propri riferimenti ideali nella socialdemocrazia e nel socialismo verde, nonché nella Costituzione italiana e nella Resistenza.

## Proposte

### Posizione sull'Europa
Sinistra Ecologia Libertà era a favore degli Stati Uniti d'Europa, anche se era molto critico nei confronti della politica economica tedesca.

### Lotta alla disoccupazione
Sinistra Ecologia Libertà proponeva il rilancio dell'occupazione attuando politiche keynesiane mediante l'azione della Banca Centrale Europea e la riforma del suo mandato. Aggiungendo tra i suoi obiettivi la piena occupazione, la Banca Centrale dovrebbe farsi carico dell'avviamento di un "New Deal europeo", con il fine dichiarato di diminuire la disoccupazione e perseguire una conversione ecologica dell'economia.

### Reddito minimo garantito
Sinistra Ecologia Libertà il 12 giugno 2012 ha ufficialmente annunciato la propria intenzione di supportare una legge di iniziativa popolare per l'introduzione del reddito minimo garantito, in quanto «argine contro il lavoro nero, il lavoro sottopagato e la negazione delle professionalità e della formazione acquisita».
Il 15 aprile 2013 una delegazione di parlamentari di Sel, accompagnati dal comitato promotore "Reddito minimo per tutte e tutti", ha consegnato alla Presidente della Camera dei deputati, Laura Boldrini, le 50.000 firme necessarie per presentare la proposta di legge di iniziativa popolare per istituire anche in Italia il reddito minimo garantito di 600 euro al mese per disoccupati, inoccupati e precariamente occupati con reddito inferiore a 8000 euro annui.

### Diritti civili e matrimonio tra persone dello stesso sesso
Sinistra Ecologia Libertà proponeva l'abolizione della legge Bossi-Fini e le leggi successive. Chiedeva di abolire i centri di identificazione ed espulsione e che fosse scritta la legge sui diritti di asilo, attuando in tal modo l'articolo 10 della Costituzione. Chiedeva che i bambini migranti nati in Italia divenissero cittadini italiani, attraverso l'introduzione dello ius soli, e che fossero più brevi i tempi per l'ottenimento della cittadinanza; che fosse introdotto il permesso di soggiorno per cercare lavoro e che fossero garantiti i diritti dei migranti con permesso di soggiorno, a partire dal pieno esercizio di voto per le elezioni amministrative.
Sel si propose di colmare il vuoto legislativo in materia di eutanasia, ribadendo il diritto di ogni essere umano a decidere della propria vita. A tal fine ritenne indispensabile una legge che stabilisse con norme chiare ed efficaci le condizioni del rapporto tra il paziente e il suo diritto a ricevere delle cure, per garantire davvero la piena libertà dell'individuo fino all'ultimo giorno della sua esistenza.
Dato in costante aumento negli ultimi anni il numero di coppie che scelgono di costruire una famiglia rinunciando al matrimonio, Sel sostenne che le famiglie “di fatto” si configurassero come una realtà sociale importante e consolidata, non più marginale: queste coppie hanno diritto a un trattamento omogeneo a quello assicurato dalla legge alla coppia coniugata. Intendeva per questo equiparare le famiglie di fatto ai coniugi in materia di successioni, di diritto al lavoro, di disciplina fiscale e previdenza.
Sinistra Ecologia Libertà era per il riconoscimento dei matrimoni omosessuali. Questa posizione, approvata ufficialmente,attraverso un ordine del giorno durante il congresso di Firenze, si tradusse nella richiesta di estensione del matrimonio civile anche alle coppie omosessuali, alle quali si deve anche consentire l'omogenitorialità, ovvero il diritto di avere figli, sia biologici che adottati.

### Taglio alle spese militari
Fin dalla sua nascita, Sinistra Ecologia Libertà si è fatta promotrice di proposte per ridurre le spese militari in Italia. In particolare nel programma con il quale si è presentata alle Elezioni politiche del 2013 Sel, ispirandosi all'articolo 11 della Costituzione che esclude per l'Italia la possibilità di ricorrere allo strumento della guerra come mezzo di risoluzione delle controversie internazionali, propose un approccio differente, fondato sull'opzione nonviolenta. In quest'ottica Sel si impegnò per il rientro immediato delle truppe dall'Afghanistan prima della scadenza naturale del mandato, prevista per il 2014, e chiese la cancellazione del programma per la costruzione del cacciabombardiere di ultima generazione Joint Strike Fighter (comunemente noto come F-35) allo scopo di ridurre drasticamente le spese del comparto difesa, riconvertendo l'industria bellica italiana.

### Difesa dei lavoratori
Le proposte del partito consistevano in:
- combattere la precarietà durante il lavoro attraverso l'abrogazione della norma (articolo 8 della Legge 138 del luglio 2011) che consente la deroga ai contratti sulla base di accordi locali e determina quindi lo svuotamento del contratto nazionale e dello Statuto dei lavoratori[105];
- ripristinare l'articolo 18 dello Statuto dei Lavoratori (sui licenziamenti senza giusta causa e giustificato motivo) ed estenderlo alle aziende al di sotto dei quindici dipendenti[105];
- una legge quadro per la democrazia sindacale, per il diritto di voto delle persone sugli accordi sindacali e la legge sulla rappresentanza sindacale per il diritto di ciascun lavoratore di eleggere propri rappresentanti[109];
- favorire ai lavoratori indipendenti con partite Iva l'accesso al creditore ai finanziamenti per progetti d'impresa con agevolazioni fiscali ad hoc[105].

## Risultati elettorali
| Elezione       | Elezione                      | Voti      | %       | Seggi    |
| -------------- | ----------------------------- | --------- | ------- | -------- |
| Europee 2009   | 958 458                       | 3,13      | 0 / 72  |          |
| Politiche 2013 | Camera                        | 1 089 409 | 3,20    | 37 / 630 |
| Senato         | 912 308                       | 2,97      | 7 / 315 |          |
| Europee 2014   | ne L'Altra Europa con Tsipras | 0 / 73    |         |          |

## Iscritti
- 2010: 45.278[111]
- 2011: 40.434
- 2012: 32.947[112]
- 2013: 34.279[113]
- 2014: dati non disponibili
- 2015: dati non disponibili
- 2016: 3.300

## Congressi Nazionali
- I Congresso Nazionale - Firenze, 22-24 ottobre 2010 - Riaprire la partita
- II Congresso Nazionale - Riccione, 24-26 gennaio 2014 - La strada giusta

## Organismi dirigenti

### Presidente
- Nichi Vendola (24 ottobre 2010 - 19 febbraio 2017)

### Coordinatore
- Claudio Fava (24 ottobre 2010 - 17 aprile 2013)
- Francesco Ferrara (17 aprile 2013 - 15 febbraio 2014)
- Nicola Fratoianni (15 febbraio 2014 - 17 dicembre 2016)

### Coordinamento nazionale
- Nicola Fratoianni
- Massimiliano Smeriglio
- Enti Locali e regioni: Daniela Santroni
- Welfare: Alessia Petraglia
- Comunicazione: Elisabetta Piccolotti
- Assetti Istituzionali e riforma dello Stato: Fabio Mussi
- Lavoro e Politiche industriali: Giorgio Airaudo
- Esteri: Arturo Scotto
- Ambiente, Beni Comuni e Green Economy: Marco Furfaro
- Cultura: Cecilia D'Elia
- Presidente Assemblea Nazionale: Paolo Cento
- Capogruppo alla Camera: Arturo Scotto
- Capogruppo al Senato: Loredana De Petris
- Organizzazione: Peppe De Cristofaro (dopo Human Factor)
- Simone Oggionni (dopo Human Factor)
- Maria Pia Pizzolante (dopo Human Factor)

### Presidenza nazionale
La Presidenza nazionale è un organo di indirizzo politico e di esecuzione degli indirizzi dell'Assemblea nazionale, da cui viene eletta.
I componenti della Presidenza nazionale sono: Nichi Vendola, Giorgio Airaudo, Franco Bonato, Luca Casarini, Luciana Castellina, Paolo Cento, Monica Cerutti, Stefano Ciccone, Peppe De Cristofaro, Elettra Deiana, Cecilia D'Elia, Loredana De Petris, Mena Diodato, Dino Di Palma, Maria Teresa Di Riso, Ida Dominijanni, Lea Durante, Ciccio Ferrara, Francesco Forgione, Nicola Fratoianni, Marco Fumagalli, Marco Furfaro, Beatrice Giavazzi, Franco Giordano, Roberto Iovino, Cathy La Torre, Daria Lucchesi, Tino Magni, Curzio Maltese, Stefania Manunza, Federico Martelloni, Francesco Martone, Gianni Mattioli, Fabio Mussi, Luigi Nieri, Mauro Palma, Simone Oggionni, Marianna Pederzolli, Sonia Pellizzari, Alessia Petraglia, Elisabetta Piccolotti, Maria Pia Pizzolante, Federica Porfidi, Annamaria Proietti Cesaretti, Daniela Santroni, Alba Sasso, Arturo Scotto, Giuliana Sgrena, Massimiliano Smeriglio, Luca Spadon, Dario Stefano, Cristina Tajani, Gianni Zagato, Massimo Zedda.
Invitati permanenti sono i deputati e i senatori del gruppo SEL, i coordinatori regionali e i coordinatori delle federazioni di Milano, Torino, Roma, Napoli e Palermo.

### Assemblea nazionale
L'assemblea nazionale è l'organo che si occupa dell'indirizzo politico e a tal fine può strutturarsi in forum tematici anche a carattere temporaneo. È convocata dal Presidente nazionale di norma ogni 3 mesi, o dal 30% dei suoi componenti. Viene eletta dal Congresso nazionale ed elegge la Presidenza nazionale.

### Commissione di garanzia
La Commissione di garanzia svolge si occupa della corretta applicazione dello Statuto e dei regolamenti.

### Organismi dirigenti precedenti

#### Organismi dirigenti transitori (20 dicembre 2009-24 ottobre 2010)
Portavoce nazionale 
- Nichi Vendola (20 dicembre 2009 - 24 ottobre 2010)

 Segreteria Nazionale 
- Claudio Fava, coordinatore della segreteria
- Lisa Clark, politiche per la pace
- Loredana De Petris, Enti Locali
- Elettra Deiana, garanzie democratiche
- Umberto Guidoni, università, ricerca e innovazione
- Betty Leone, politiche del lavoro
- Gianni Mattioli, politiche ambientali
- Gennaro Migliore, comunicazione e cultura

 Coordinamento Nazionale 
Fulvia Bandoli, Valentina Bocchino, Eva Catizone, Paolo Cento (Responsabile campagne referendarie), Monica Cerutti, Lisa Clark, Chiara Cremonesi, Loredana De Petris, Elettra Deiana, Dino Di Palma, Daniele Farina, Claudio Fava, Ciccio Ferrara (Responsabile organizzazione), Nicola Fratoianni, Marco Fumagalli, Marco Furfaro, Umberto Guidoni, Betty Leone, Gianni Mattioli, Gennaro Migliore, Erasmo Palazzotto, Mauro Palma, Mariella Parmendola, Chicca Perugia, Michele Ragosta, Luca Robotti, Simonetta Salacone, Alba Sasso, Arturo Scotto, Giuliana Sgrena, Nichi Vendola (portavoce nazionale), Alessandro Zan.

#### Organismi dirigenti (24 ottobre 2010-24 gennaio 2014)
Presidente nazionale 
- Nichi Vendola (24 ottobre 2010-24 gennaio 2014)

 Coordinamento nazionale (24 ottobre 2010-13 aprile 2013) 
Sergio Boccadutri, Paolo Cento, Monica Cerutti, Chiara Cremonesi, Loredana De Petris, Claudio Fava, Francesco Ferrara, Grazia Francescato, Nicola Fratoianni, Umberto Guidoni, Betty Leone, Gennaro Migliore, Massimiliano Smeriglio.
 Coordinamento nazionale (13 aprile 2013-15 febbraio 2014) 
Nichi Vendola, Paolo Cento, Cecilia D'Elia, Elettra Deiana, Dino Di Palma, Mariateresa Diriso, Francesco Ferrara, Francesco Forgione, Marco Fumagalli, Marco Furfaro, Cathy La Torre, Tino Magni, Francesco Martone, Sonia Pellizzari, Elisabetta Piccolotti e Daniela Santroni.
 Presidenza nazionale 
Fabio Mussi (Presidente), Rosa Alba, Sabrina Albanese, Fulvia Bandoli, Maria Luisa Boccia, Gloria Buffo, Eva Catizone, Paolo Cento, Monica Cerutti, Celeste Costantino, Chiara Cremonesi, Cecilia D'Elia, Peppe De Cristofaro, Loredana De Petris, Carlo De Santis, Elettra Deiana, Andrea Di Martino, Dino Di Palma, Titti Di Salvo, Donatella Duranti, Daniele Farina, Claudio Fava, Francesco Ferrara, Grazia Francescato, Nicola Fratoianni, Marco Fumagalli, Massimo Fundarò, Marco Furfaro, Franco Giordano, Umberto Guidoni, Giulio Lauri, Betty Leone, Carlo Leoni, Mario Lupi, Tino Magni, Gianni Mattioli, Edoardo Mentrasti, Gianni Melilla, Gennaro Migliore, Paola Agnello Modica, Gianguido Naldi, Carla Nattero, Marisa Nicchi, Luigi Nieri, Erasmo Palazzotto, Mauro Palma, Annalisa Pannarale, Niccolò Pecorini, Sonia Pellizzari, Elisabetta Piccolotti, Michele Piras, Michele Ragosta, Luca Robotti, Francesca Ruocco, Daniela Santroni, Bia Sarasini, Arturo Scotto, Giuliana Sgrena, Massimiliano Smeriglio, Gianni Speranza, Michele Ventricelli, Salvatore Voza, Alessandro Zan, Filiberto Zaratti.

## Rappresentanti in Parlamento
Alle elezioni politiche del 2013 Sel ha eletto 37 deputati e 7 senatori al Parlamento italiano. Il leader del partito, Nichi Vendola, ha rinunciato al suo seggio alla Camera per restare alla guida della Regione Puglia.

### Camera dei deputati
Arcangelo Sannicandro, Giorgio Airaudo, Celeste Costantino, Fabio Lavagno, Claudio Fava, Daniele Farina, Titti Di Salvo, Luigi Lacquaniti, Franco Bordo, Alessandro Zan, Giulio Marcon, Serena Pellegrino, Florian Kronbichler, Stefano Quaranta, Francesco Ferrara, Giovanni Paglia, Martina Nardi, Marisa Nicchi, Lara Ricciatti, Filiberto Zaratti, Sergio Boccadutri, Ileana Piazzoni, Nazzareno Pilozzi, Gianni Melilla, Gennaro Migliore, Arturo Scotto, Michele Ragosta, Giancarlo Giordano, Nicola Fratoianni, Annalisa Pannarale, Toni Matarrelli, Donatella Duranti, Antonio Placido, Ferdinando Aiello, Erasmo Palazzotto, Laura Boldrini, Michele Piras.

### Senato della Repubblica
Alessia Petraglia, Loredana De Petris, Massimo Cervellini,
Giuseppe De Cristofaro, Dario Stefano, Giovanni Barozzino, Luciano Uras.

### Presidenti della Camera dei deputati
- Laura Boldrini (indipendente)